# Temnoplodec
Temnoplodec (Aronia) neboli aronie, také zvaná černý jeřáb, zahrnuje tři druhy opadavých keřů z čeledě růžovité. Je vzdáleně příbuzná hrušni a jeřábům. Jejich jedlé černé plody jsou ceněny pro vysoký obsah vitamínů a tříslovin. Název chokeberry v angličtině pochází ze svíravé chuti plodů, které v USA a v Anglii nejsou pojídány syrové, ale například v džemech.

## Výskyt
Původní na východě Severní Ameriky, nejčastěji roste ve vlhkých lesích. V Evropě se začala pěstovat v roce 1700.

## Historie
Pěstovat aronii začal kolem roku 1910 ruský biolog a pěstitel ovoce Ivan Mičurin zároveň s dalšími drobnými druhy ovoce, jako například jeřáby.

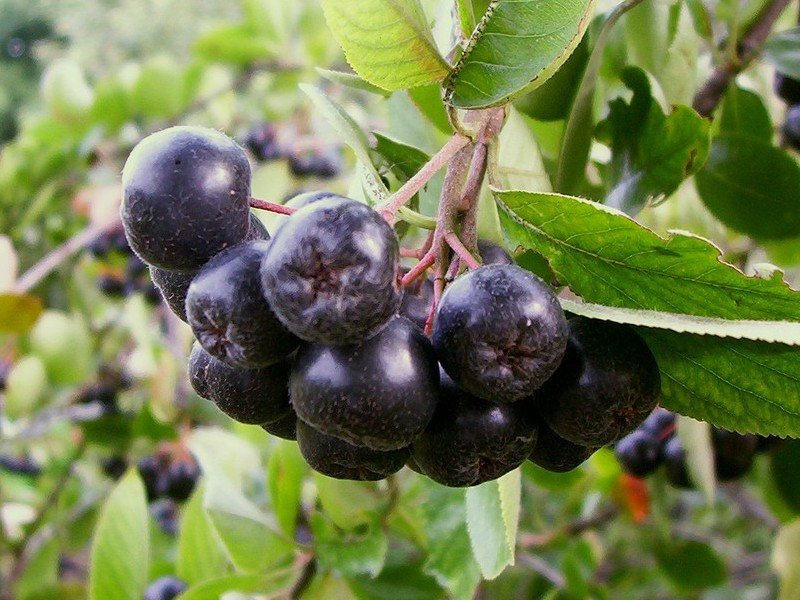
Aronia melanocarpa, plody

## Popis
Strom nebo keř. Stromy rychle stárnou. Listy jsou střídavé, jednoduché, celokrajné s vroubkovanými okraji. Na podzim listy září červenými a oranžovými odstíny. Květy jsou malé, s 5 okvětními a 5 kališními lístky, složené v chocholičnatém květenství. Plodem je malá malvice se svíravou tříslovitou příchutí. Plody jsou pojídány ptáky, s jejichž trusem jsou roznášeny na velké vzdálenosti.

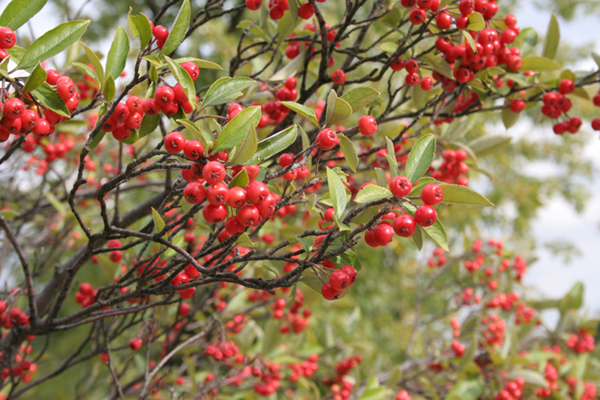
Aronia arbutifolia, plody

## Použití
- Původní obyvatelé Severní Ameriky (Indiáni) aronie používali k výrobě potravin.

- Aronie je používána také jako ozdobný keř v zahradách. Jsou přirozeným podrostem a keřem na okrajích lesa.

- Nejvíce kultivarů bylo vypěstováno pro zahradní výsadby, včetně A. arbutifolia 'Brilliant', oblíbené pro nápadné podzimní zbarvení listů. A. melanocarpa 'Viking' a 'Nero', byly vyšlechtěny pro větší ovoce vhodné na výrobu džemů. Šťáva z plodů má svíravou chuť, s vysokým obsahem vitaminu C a antioxidantů. Plodů lze použít k výrobě alkoholických nápojů nebo marmelád.

- Aronie se používá i na výrobu příchutí nebo potravinářských barviv do nápojů nebo jogurtů, například místo košenilové červeně.

- Plody aronie temnoplodce černoplodého jsou zpracovávány na výrobu alkoholických nápojů, které podle výrobců špatně kvasí.

- Plody lze také použít při přípravě pokrmů jako náhradu drobného ovoce, např. borůvek.

- Rostoucí zájem spotřebitelů o zvýšení příjmu potravinových doplňků a antioxidačními schopnostmi z rostlinných zdrojů, jako jsou barevné plody stromů či citrusových plodů, zeleniny, obilovin, a koření naznačuje potenciální hodnotu aronie.

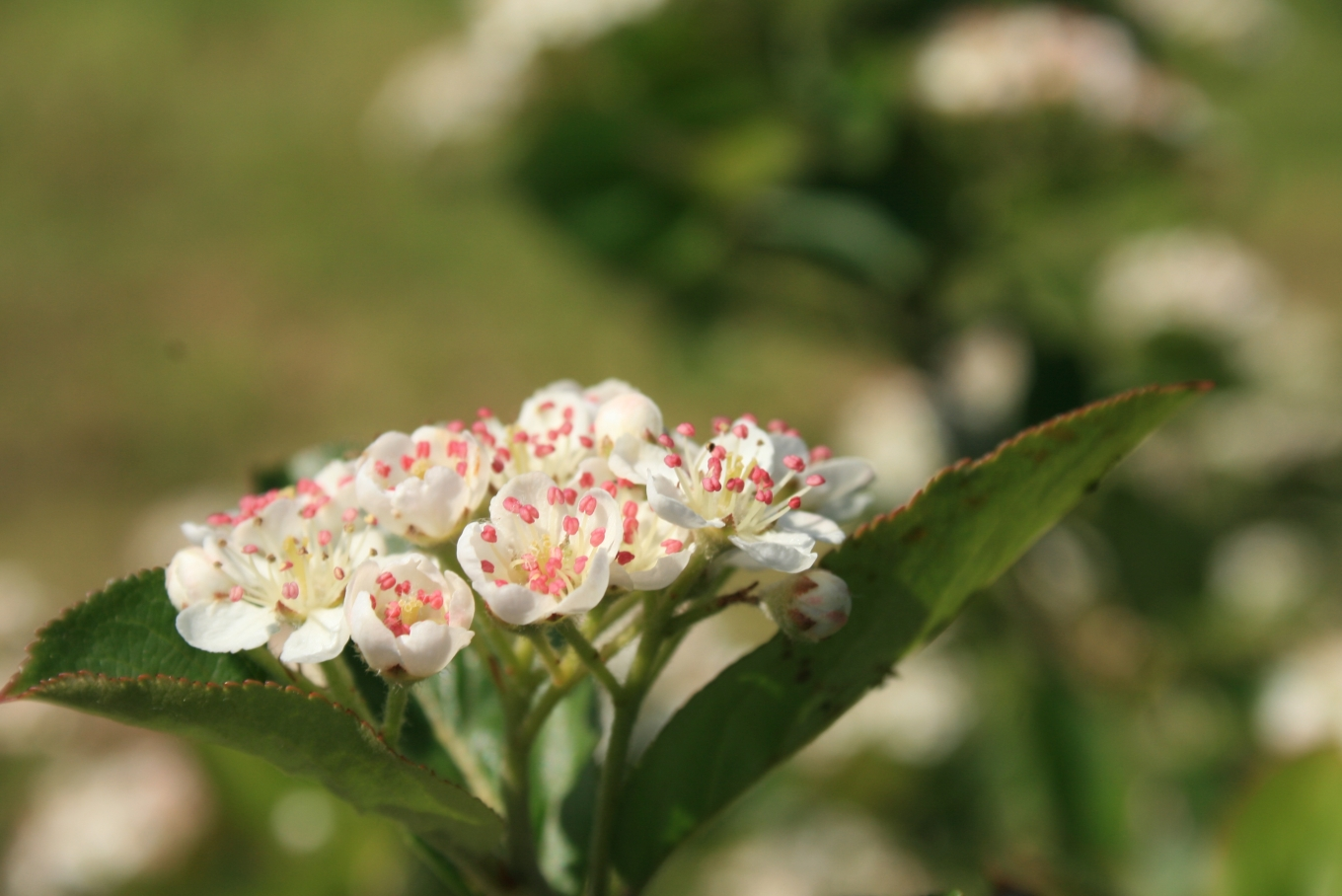
Aronia melanocarpa, květy

### Úspěšnost jako léčivo
Aronie jako bohatý zdroj antioxidantů může být prospěšný ke snížení rizika onemocnění způsobeného oxidačním stresem. Mezi případy, kde se podle hodnocení předběžných výsledků ukazují výhody antokyanů v aroniích je například kolorektální karcinom (Lala et al. 2006) a kardiovaskulární choroby (Bell & Gochenaur 2006) , chronické záněty (Han et al. 2005), žaludeční poruchy (peptický vřed) (Valcheva-Kuzmanova et al. 2005), zánět oka (uveitis) (Ohgami et al. 2005) a jaterní selhání ( Valcheva-Kuzmanova et al. 2004). Při měření antioxidační síly (kapacity absorpce kyslíkových radikálů) vykazuje aronie jednu z nejvyšších dosud zaznamenaných hodnot.[zdroj?]

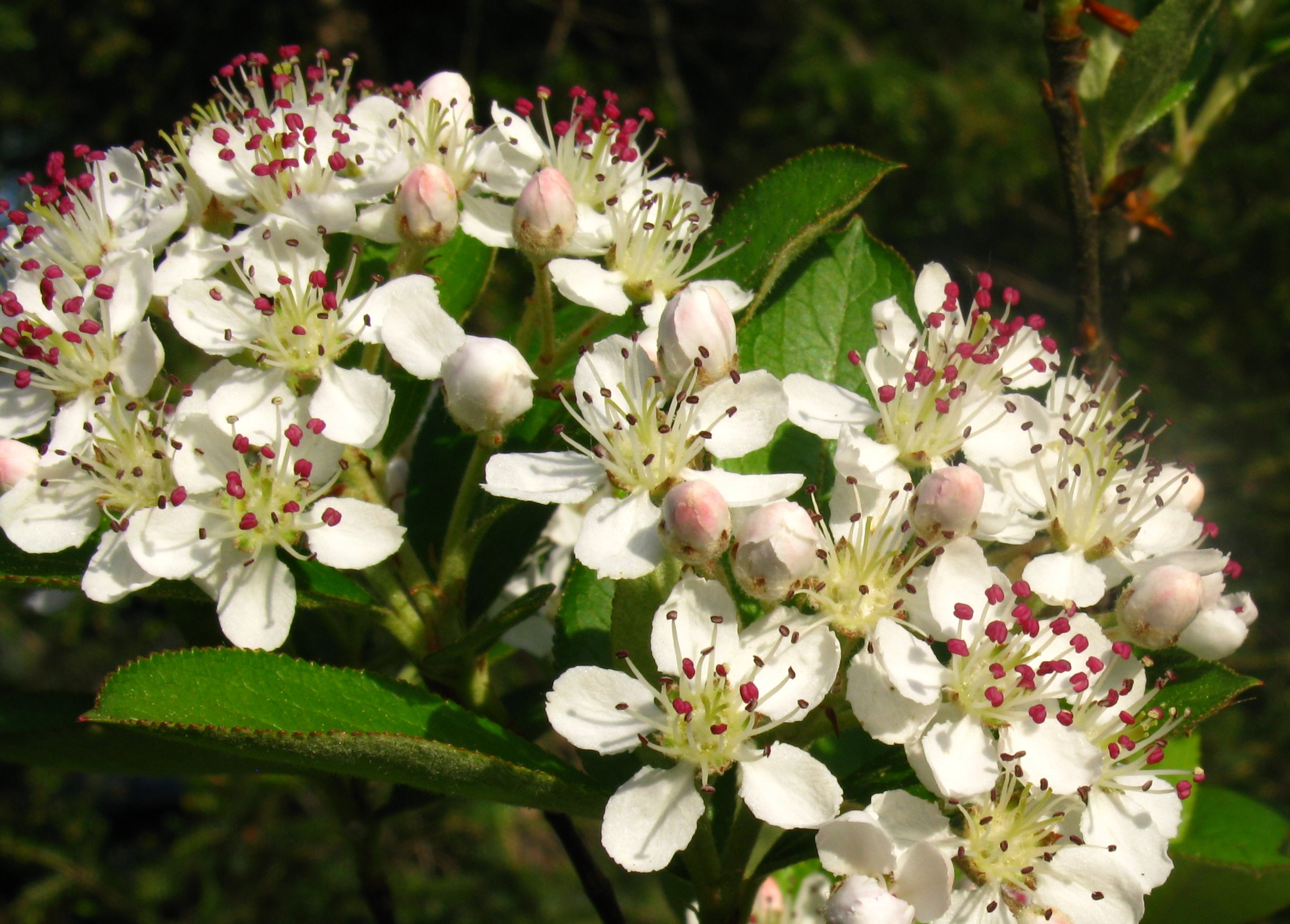
Aronia arbutifolia, květy

## Obsahové látky
Plody aronie mají vysoký obsah vitamínu C a antioxidantů. Aronie je předmětem zájmu vědců díky svému temně purpurovému, téměř černému zbarvení, který vzniká z vysokého obsahu polyfenolických sloučenin, zejména antokyanů. Celkový obsah antokyanů je 1480 mg na 100 g čerstvých plodů a proanthocyanidinů 664 mg na 100 g. Obě hodnoty patří k nejvyšším měřeným množstvím v rostlinách do jara 2009.
Analýza antokyanů v aroniích zjistila tyto jednotlivé chemické látky (u nichž je známo, že se vyskytují v rostlinách): cyanidin-3-galaktosid, epikatechin, kyselina kávová, kvercetin, delfinidin, petunidin, pelargonidin, peonidin a malvidin. Všechny jsou ze skupiny flavonoidů, jsou to fenolické antioxidanty.
Rostliny vyrábí (podle dostupných informací) pigmenty hlavně ve slupce plodů na ochranu semen proti ultrafialovému záření . Absorpcí UV záření v ultrafialovém-purpurovém spektru pigmenty filtrují intenzivní slunečního světlo, a mají úlohu v ochraně zárodku před poškozením. Zářivě barevné pigmentace také přitahují ptáky a zvířata ke konzumaci ovoce a rozšiřování semen v jejich trusu.
Antokyany nejen přispívají k svíravé chuti (což údajně odrazuje škůdce a infekce), ale také dává Aronii mimořádnou antioxidační sílu, která bojuje vůči oxidačnímu stresu ovoce během fotosyntézy.

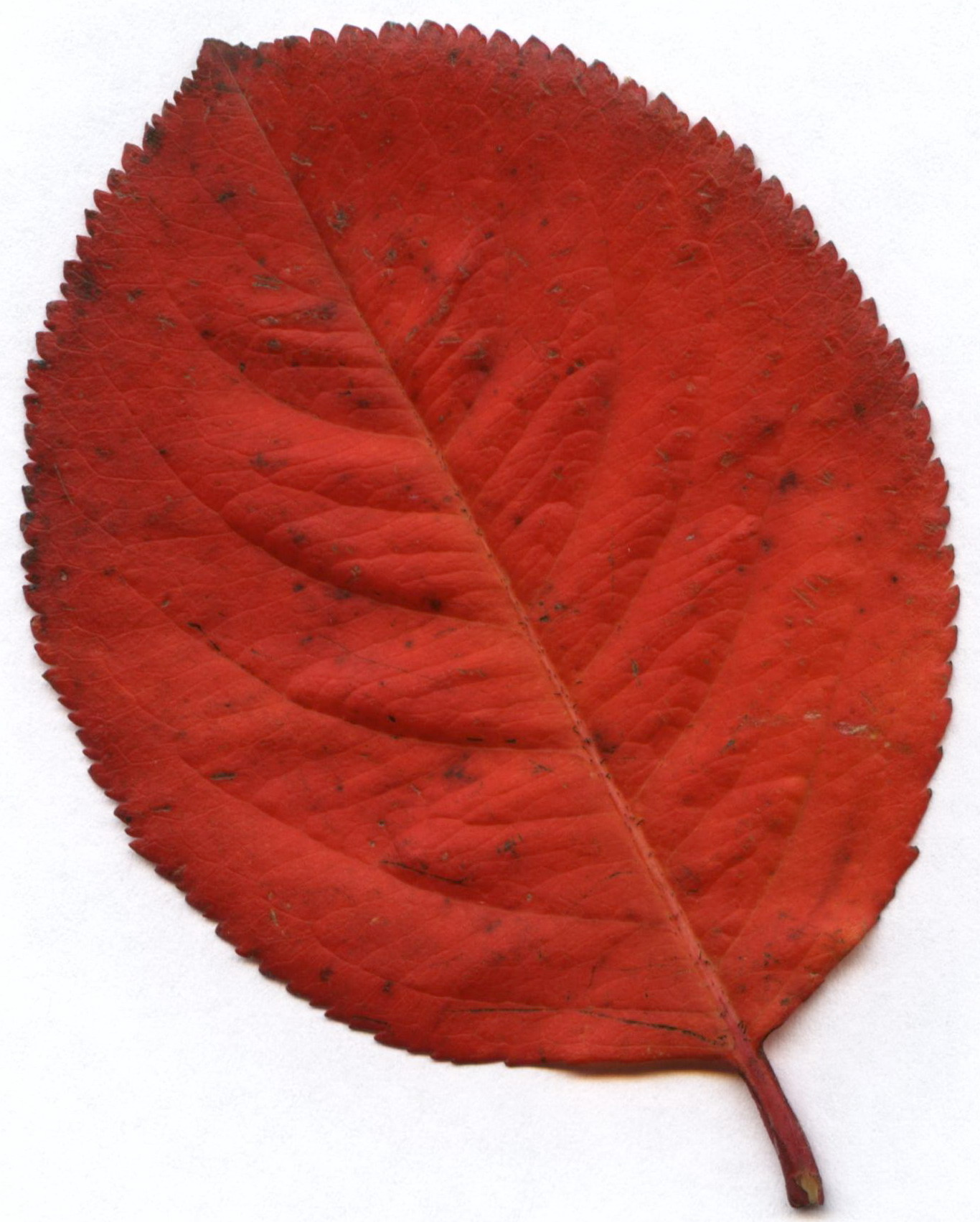
Aronia melanocarpa, list

## Účinky na lidské zdraví
Plody arónie mají blahodárný vliv na krevní oběh, snižují hladinu cholesterolu v krvi i krevní tlak. Doporučují se proto při ateroskleróze. Prospěšné jsou dokonce i při cukrovce – obsahují totiž přírodní sorbit, sladidlo vhodné i pro diabetiky. Cenný je nejen obsah vitamínů, ale také bioflavonooidů, rutinu pro pevné cévy, který se z plodů i extrahuje pro výrobu léčiv, a dále železa, jódu, fluoru, manganu a dalších mikroelementů, nezbytných pro pevné zdraví a vitalitu.
V roce 2003 vědci z Univerzity of Maryland získali náznaky, že látky izolované z aronie by mohly mít velký efekt v boji s rakovinou tlustého střeva. Příznivé ochranné účinky při vážných střevních potížích, včetně akutních lézí, potvrdily i japonské studie provedené na laboratorních zvířatech.[zdroj?]
Zdravotní význam má i arónie zavařovaná, ale přínosnější jsou plody čerstvé. Trpkou chuť lze odstranit rozmačkáním plodů s medem nebo smetanou.

## Pěstování
Roste i v polostínu pod stromy. Aronie jsou odolné vůči suchu, škůdcům, chorobám a snáší průmyslové znečištění.

### Sklizeň
Plody aronie (černého jeřábu) dozrávají v polovině léta, ale když je sklidíme přezrálé, po prvních mrazících, jejich chuť je méně tříslovitá. Chráníme je před ptáky, kteří je jinak mohou spást ještě před sklizní. Plody se snadno udržují zmražené, aniž by obsah cenných látek byl nějak snížen. Tepelná úprava způsobuje rozklad některých vitamínů, např. vitaminu C. Plody dozrávají během září a tím můžeme zahájit i první sklizeň. Samozřejmě by měly být plody dokonale vyzrálé a sladké. Na stromě se mohou plody ponechat až do prvních mrazíků. Po sklizni vydrží plody v dobrém stavu i dva měsíce, pokud jsou uchované na chladném a suchém místě.

### Rozmnožování
Semeny, vegetativně kopčením, očkováním na hloh (Crataegus monogyna). Očkovanci jsou velmi krátkověké malé stromy.

## Druhy
- Aronia arbutifolia (L.) Pers. – Temnoplodec planikolistý
- Aronia melanocarpa (Michx.) Elliott – Temnoplodec černoplodý
- Aronia prunifolia (Marshall) Rehder – Temnoplodec třešňolistý

Temnoplodec planikolistý, Aronia arbutifolia, roste do výšky 2–4 m, vzácně do 6 m. Listy jsou 5–8 cm dlouhé a zubatě ochlupené na vnitřní straně. Květy jsou bílé nebo narůžovělé, 1 cm v průměru, se žláznatými kališními lístky. Plody jsou červené, 4–10 mm v průměru, které v zimě zůstávají na stromech. Plody si pro jejich vůni oblíbily indiánské děti.
Temnoplodec planikolistý má vzpřímeně rostoucí kultivar Aronia arbutifolia 'Erecta', formu macrophylla s vyšším až stromovitým růstem a varietu pumila s nižším růstem.
Temnoplodec černý, černý jeřáb, aronie, Aronia melanocarpa, bývá menší, jen zřídka vyšší než 1 m, vzácně 3 m, a snadno se šíří kořenovými výhonky. Listy jsou menší, ne více než 6 cm dlouhé, s žláznatými jemně zubatými listy. Listy jsou holé na spodní straně. Květy bývají bílé, o průměru 1,5 cm, s holými kališními lístky. Plody jsou černé, 6–9 mm v průměru. Plody nezůstávají na stromech v zimě. Temnoplodec černý (Aronia melanocarpa) má odchylky 'elata' s bujnějším růstem a 'grandiflora' s většími květy.
Kříženci obou druhů jsou Aronia x prunifolia. Listy jsou středně ochlupené na spodní straně. Plody jsou vybarvené od červené do černé barvy, 7–10 mm v průměru, nepřetrvávající přes zimní období.